# Südlicher Zwergspanner
Der Südliche Zwergspanner (Idaea rusticata), auch Braungebänderter Heckenlehnen-Kleinspanner, Braungebänderter Hecken-Kleinspanner, Braungebänderter Heckenspanner oder Bräunlichweißer Kleinspanner ist ein Schmetterling (Nachtfalter) aus der Familie der Spanner (Geometridae).

## Merkmale
Die Falter haben eine Flügelspannweite von 14 bis 20 Millimetern; die zweite Generation ist deutlich kleiner und erreicht oft nur 11 Millimeter Flügelspannweite. Die Grundfarbe ist weißlich, manchmal auch mit einem leichten bräunlichen Ton. Die Zeichnung besteht auf dem Vorderflügel aus dem dunkelbraunen bis rotbraunen Mittelfeld, das sich zwischen innerer und äußerer Querlinie vom Vorder- zum Hinterrand zieht. Die Begrenzungen dieses Feldes bzw. die innere und äußere Querlinie sind gewellt oder auch gezackt und zeigen z. T. größere Auswölbungen zum Außenrand hin. Äußere und innere Querlinie verlaufen nicht parallel. Die Basis des Vorderrandes ist braun verdunkelt, oft ist das gesamte innere Wurzelfeld dunkelbraun. Die weiße Wellenlinie ist innen grau angelegt; auch das Feld zwischen Wellenlinie und Saum ist oft unregelmäßig grau verdunkelt. Bei manchen Exemplaren sind schwarze Saumpunkte ausgebildet. Auf den Hinterflügeln ist das Mittelfeld hellgrau, die Querlinien sind dunkelgrau. Die Wellenlinie ist ähnlich wie auf dem Vorderflügel ausgebildet. Die schwarzen Diskalflecke sind immer deutlich ausgeprägt. Auf den Vorderflügeln sind sie meist punktförmig und im dunklen Mittelfeld nicht besonders gut zu sehen, dagegen heben sie sich auf den hellen Hinterflügeln, wo sie meist strichförmig ausgebildet sind, umso deutlicher ab.
Das Ei ist relativ klein und oval. Die Raupe ist vergleichsweise kurz, wird zum Hinterende etwas dünner und zeigt deutliche Einschnürungen. Sie ist graubraun oder braun und besitzt eine schmale, helle Rückenlinie. Gelegentlich ist auf den hintersten fünf Segmenten eine undeutliche Rautenzeichnung ausgebildet. Die Bauchseite ist hell gefärbt. Der Kopf ist vergleichsweise klein und schwarz gefärbt. Die Puppe ist hellbraun und besitzt eine glänzende Oberfläche. Das Hinterende ist rötlich gefärbt.

## Ähnliche Arten
Der Südliche Zwergspanner ähnelt sehr stark Idaea mustelata (Gumppenberg, 1892) und ist nur schwer von dieser Art zu unterscheiden. Allerdings gibt es keine nachgewiesenen Überlappungen in den Verbreitungsgebieten, so dass die beiden Arten anhand des Fundortes sicher bestimmt werden können. Lediglich in der französischen Region Languedoc-Roussillon kommen sich die Verbreitungsgebiete sehr nahe. Hier wäre eine schmale Überlappungszone denkbar. Bei Idaea mustelata wird das dunkle Mittelfeld zum Innenrand des Vorderflügels sehr rasch schmaler und bildet kurz vor dem Innenrand einen Zapfen, endet also noch vor dem eigentlichen Innenrand. Beim Südlichen Zwergspanner dagegen erreicht das Mittelfeld in beträchtlicher Breite den Innenrand des Vorderflügels. Der Vorderflügel ist bei Idaea rusticata etwas breiter.

## Geographische Verbreitung und Habitat
Der Südliche Zwergspanner kommt in Westeuropa (Frankreich, Südengland, Belgien, Niederlande), in den Südalpen, Italien, Korsika, Sardinien, Österreich, Slowenien, Ungarn, im südlichen Teil der Slowakei und großen Teilen der Balkanhalbinsel vor. In Deutschland kommt die Art vor allem im Westen und Süden (Baden-Württemberg, Rheinland-Pfalz, Saarland, Hessen, Nordrhein-Westfalen) sowie in einigen isolierten Vorkommen in Bayern, Thüringen und Brandenburg vor. Auch in Tschechien, Polen und Belarus wurde der Südliche Zwergspanner bisher nur in einigen wenigen kleinen Gebieten nachgewiesen. Von der Balkanhalbinsel zieht sich das Vorkommen weiter über die Ukraine, Südrussland, Kleinasien zum Kaukasusgebiet und von dort über den Nordiran, Afghanistan, Turkmenistan, Kirgisistan zu den Zentralasiatischen Gebirgen bis in die Mongolei. Isolierte Vorkommen gibt es auch im östlichen Algerien und in Israel.
Die Art ist xerothermophil, d. h., sie ist auf trockenwarme Standorte beschränkt. Sie kommt an warmen, sonnenexponierten Wegrändern, Böschungen, Bahndämmen, Sand- und Kiesgruben, Trockenrasen, aufgegebenen Feldern und Gärten vor, sowie an Südhängen von Kalkabbrüchen und buschigen Südhängen. Sie wurden in Baden-Württemberg auch eher in der Nähe von Ortschaften gefangen. In Mitteleuropa kommt sie von 0 bis etwa 400 Meter über Meereshöhe vor. In den Südalpen und in Südeuropa steigt sie bis auf 1200 Meter an. In Kleinasien und Zentralasien kommt sie gewöhnlich in der Höhenstufe von 700 bis 2000 Meter vor.

## Phänologie und Lebensweise
Der Südliche Zwergspanner ist gewöhnlich univoltin, d. h., es wird nur eine Generation pro Jahr gebildet. Die Falter fliegen von Mitte Juni bis Mitte August, manchmal schon ab Ende Mai. In Südeuropa und gelegentlich auch in Süddeutschland kann unter günstigen Umständen auch eine zweite Generation gebildet werden, deren Falter von Mitte Juli bis Anfang Oktober fliegen. In der Zucht ergab sich ein Zyklus von über 60 Tagen. Die Falter sind nachtaktiv und werden von künstlichen Lichtquellen angezogen. Sie kommen auch zum Köder. Tagsüber sitzen sie auf Blättern, um Komposthaufen und auf Zäunen herum und lassen sich nicht aufscheuchen. Es wird in der Literatur diskutiert, ob die Falter nicht über kürzere Distanzen wandern.
Die Raupen leben von welken oder trockenen Pflanzenteilen. In Baden-Württemberg wurde die Raupen an abgefallenen, trockenen Blättern von Jungfernreben (Parthenocissus sp.) gefunden. In England wurden Raupen in den abgefallenen Blättern des Felsen-Steinkrautes (Alyssum saxatile) nachgewiesen, und in Baden-Württemberg deckt sich die Verbreitung des Südlichen Zwergspanners weitgehend mit den Standorten der mit dem Felsen-Steinkraut nahe verwandten Graukresse (Berteroa incana). Daher wird auch diese Pflanze als mögliche Raupennahrungspflanze angesehen. In der Literatur werden weiter genannt: Gemeiner Efeu (Hedera helix), Gewöhnliche Waldrebe (Clematis vitalba), Goldulme (Ulmus carpinifolia) und Greiskräuter (Senecio). Raupen wurden auch unter Rubus und Schlehdorn (Prunus spinosa) gefunden. In der Zucht wurden die folgenden Pflanzenarten gefüttert: Glaskräuter (Parietaria), Gewöhnliches Greiskraut (Senecio vulgaris), Gemeiner Flieder (Syringa vulgaris), Gewöhnlicher Löwenzahn (Taraxacum officinale), Klee (Trifolium), Vogelknöterich (Polygonum aviculare) und die Kronblätter von Anis (Pimpinella anisum). Die Raupen sind relativ träge und überwintern. Sie verpuppen sich unter Laubstreu und Moos. Das Schlüpfen eines Falters aus Moos wurde sogar direkt beobachtet.

## Systematik
Die Art wurde 1775 von Michael Denis und Johann Ignaz Schiffermüller erstmals  in die wissenschaftliche Literatur eingeführt. Der Name wurde 1847 von Herrich-Schäffer zu rusticaria emendiert. Allerdings war diese Korrektur nach den IRZN ungerechtfertigt, und rusticaria Herrich-Schäffer, 1847 ist somit ein jüngeres, objektives Synonym von rusticata Denis & Schiffermüller, 1775. Acidalia vulpinaria Herrich-Schäffer, 1852 und Idaea vulpinaria atrosignata Lempke, 1967 sind zwei weitere Synonyme von Idaea rusticata. Die Synonymie wird auch vermutet für die Namen Phalaena humeralis Fourcroy, 1785 und Phalaena Gemetra humeralis Villers, 1789, deren Syntypen bisher noch nicht neu untersucht worden sind.
Idaea vulpinaria  Herrich-Schäffer, 1852 wurde bis vor kurzem von vielen Autoren als eigenständige Art betrachtet. Als Unterschied zu Idaea rusticata wurde das Vorhandensein von zwei Spornen an den Hinterbeinen angegeben. Diese Fehlen bei Idaea rusticata ganz. Allerdings zeigt sich, dass in den „vulpinaria“-Populationen gelegentlich dieses Merkmal auch fehlt. Dagegen kommen Sporne oder spornähnliche Anomalien auch in typischen „rusticata“-Populationen gelegentlich vor. Bereits Forster und Wohlfahrt (1973) vermuteten, dass es sich bei Idaea rusticata und Idaea vulpinaria um ein und dieselbe Art handelt. Hausmann (2004) vereinigte die beiden „Arten“ dann auch formal.
Idaea mustelata (Gumppenberg, 1892) wurde ursprünglich als eigenständige Art beschrieben. Später wurde sie nur noch als Unterart des Südlichen Zwergspanners angesehen. Axel Hausmann etablierte 2004 die Eigenständigkeit dieser Art wieder. Die andere, bisher akzeptierte Unterart Idaea vulpinaria atrosignata Lempke, 1967 wurde von Hausmann dagegen wieder mit dem nominotypischen Taxon vereinigt.

## Gefährdung
Die Gefährdung der Art ist aufgrund der sehr begrenzten Verbreitung in Deutschland nur schwer zu beurteilen (z. B. in Thüringen und Sachsen-Anhalt). Sie gilt in Bayern als ausgestorben, da es sichere Nachweise gab, dass sie in Bayern früher heimisch war. In Baden-Württemberg ist sie als stark gefährdet eingestuft (Kategorie 2) und Rheinland-Pfalz als gefährdet (Kategorie 3). Lediglich in Brandenburg sind die Vorkommen nicht gefährdet. Hier wird die Art in die Kategorie 4 („potentiell gefährdet“) eingestuft, d. h., dass sich bei weiterer Zerstörung der Lebensräume in Zukunft eine Gefährdung ergeben könnte.